# バイロイト祝祭管弦楽団
バイロイト祝祭管弦楽団（バイロイトしゅくさいかんげんがくだん、独: Orchester der Bayreuther Festspiele）は、バイロイト祝祭劇場で毎年7月から8月に行われるバイロイト音楽祭（Bayreuther Festspiele）のために臨時編成されるオーケストラである。

## 概要
バイロイト音楽祭はリヒャルト・ワーグナーのオペラ・楽劇だけを上演する目的で1876年に開幕した。音楽監督は置かれず、その時々の最高のワーグナー指揮者が招かれる。オーケストラのメンバーはドイツ圏各地のオーケストラ団員から集められる。構成傾向は時期によって変わり、ウィーンフィルのメンバーが多かった時期、東独勢中心だった時期など様々である。フランスなど他言語圏から参加が得られる年もある。レコーディングはワーグナーのオペラ・楽劇がほとんどであるが、バイロイト祝祭劇場の定礎式の日にベートーヴェンの交響曲第9番が演奏されたことにちなんで、ヴィルヘルム・フルトヴェングラーの指揮による2種（1951年と1954年）とカール・ベーム（1963年）の指揮による3種類の「第九」の録音がある。
通常のオーケストラ編成は6ないし5管編成（150人余り）であるが、『ニーベルングの指環』が上演される年は7管編成（160人余り）に増員される。最近はオーケストラのメンバー以外に外部からドイツの音楽大学の教授なども招聘される。